# 椙山拳一郎
椙山 拳一郎（すぎやま けんいちろう、1934年3月10日 - 2015年4月）は、日本の俳優である。本名は杉山 健一郎（読み同じ）、初期芸名は杉山 健（すぎやま けん）、杉山 拳一郎（本名と読み同じ）。「椙山挙一郎」は誤り。

## 人物・来歴

### 新劇から映画界へ
1934年（昭和9年）3月10日、東京府東京市芝区新橋（現在の東京都港区新橋）に生まれる。
1949年（昭和24年）4月、当時日本橋兜町にあり、戦後男女共学になった東京都立紅葉川高等学校に入学、1952年（昭和27年）3月、同校を卒業、同年4月に明治大学法学部に進学する。同学在学中は演劇活動を行っていたが、健康上の理由で満21歳になる1955年（昭和30年）に同学を中途退学した。その後、豊島区西池袋の舞台芸術学院に入学、1959年（昭和34年）に同学院を卒業、俳優座スタジオ劇団同人会に入団する。1961年（昭和36年）には、河路博の劇団世代旗揚げに参加する。同年、藤田進・折原啓子が主演した『ひたすらの道』（監督大岩弘明）という独立系の映画に出演した記録が残っている。
1963年（昭和38年）1月に公開された成人映画『不貞母娘』（監督高木丈夫）に出演、同年2月24日に放映されたテレビ映画『隠密剣士 第二部 忍法甲賀衆』第8回『忍法むささび落し』（監督船床定男・田村正蔵）にゲスト出演した。当時の芸名は杉山 健である。劇団世代には、野上正義（1940年 - 2010年）が後輩におり、『隠密剣士』には、劇団世代からのちに大映テレビのプロデューサーになる川口武夫も出演していた。同作には、野上が劇団世代以前に所属した劇団NBKにいた梅沢薫（1934年 - 1998年）、あるいは劇団七曜会の伊海田弘（二階堂浩とも、1931年 - 1997年）も出演していた。
『日本映画発達史』の田中純一郎は、同書のなかで黎明期の成人映画界のおもな出演者として、扇町京子、橘桂子、城山路子（光岡早苗と同一人物）、内田高子、香取環、新高恵子、松井康子、西朱実、朝日陽子、火鳥こずえ、華村明子、森美沙、湯川美沙、光岡早苗、路加奈子、有川二郎、里見孝二、川部修詩、佐伯秀男の名を挙げているが、椙山の名に触れていない。椙山が出演した『不貞母娘』は、「高木丈夫」こと本木荘二郎が監督した成人映画の2作目であり、以降、切れ目なく独立系成人映画への出演を続けた黎明期以来の俳優である。1965年（昭和40年）11月に公開された『第三の情事』前後から椙山 拳一郎と改名した。同作以降、椙山は、西原儀一の葵映画の常連俳優として、同社専属女優の香取環の相手役を数多く務めた。乱孝寿の回想によれば、新劇の道を歩んでいた女優であった乱を映画界に誘い、1967年（昭和42年）、新藤孝衛に紹介したのは、新劇界の先輩である椙山であったという。
1971年（昭和46年）、当時「杉夕子」と名のって前年から『覗かれた痴女乱行』や『セクシー・プラン』、『浮気の四角関係』等の小川欽也の監督に出演していた同僚の女優、12歳下の杉佳代子（1946年 - ）と結婚する。妻の杉は1975年（昭和50年）10月28日に公開された「小川卓寛」こと小川欽也の監督作『銀行2億円事件 性男と淫女たち』で杉佳代子として復帰するまで、専業主婦として椙山を支えた。以降、業界の「おしどり夫婦」として知られ、共演作も多かった。1970年代には保谷市（現在の西東京市）ひばりが丘に居を構えた。椙山は、1982年（昭和57年）6月5日に公開された『TATTOO＜刺青＞あり』（監督高橋伴明）に出演、久々の一般映画出演であった。1985年（昭和60年）を最後に、椙山・杉夫妻ともに出演作が途絶える。1990年（平成2年）1月に公開された『痴漢電車 グット奥まで』（監督小川和久）が記録に残る最後の出演作であり、すでに俳優は引退している。
満77歳になった2011年（平成23年）6月19日には、特集上映「60年代まぼろしの官能女優たち PART II」のゲストとして、ラピュタ阿佐ヶ谷の舞台に立った。肺気腫の闘病中であった。
2015年（平成27年）4月死去。81歳没。

### 再評価
2009年（平成21年）3月14日 - 同年5月15日にラピュタ阿佐ヶ谷で行なわれた「60年代まぼろしの官能女優たち」の特集上映で、出演作『禁じられた乳房』（4月4日 - 同10日）、『狙う』（4月18日 - 同24日）、『桃色電話』（同月25日 - 5月1日）が16mmフィルム版上映用プリントで上映された。同年9月11日 - 同13日に神戸映画資料館で行なわれた「60年代・独立プロ伝説 西原儀一と香取環 前編」の特集上映で、出演作『チコという女 可愛い肌』、『あまい唇』、『美しき悪女』が、同年10月2日 - 同4日に同館で行われた同後編では、『狙う』、『桃色電話』が、それぞれ16mmフィルム版上映用プリントで上映された。
2011年（平成23年）5月14日 - 同年7月15日にラピュタ阿佐ヶ谷で行なわれた「60年代まぼろしの官能女優たち PART II」の特集上映で、出演作『あまい唇』（5月21日 - 同27日）、『美しき悪女』（6月18日 - 同24日）、『情欲の鞭』（同月25日 - 7月1日）、『不能者』（7月9日 - 同15日）が16mmフィルム版上映用プリントで上映され、同日程中6月19日には同館で椙山本人がトークショーに出演した。同年10月21日・22日に神戸映画資料館で行なわれた「特別編 伝説の女王・香取環」の特集上映で、『牝罠』、『桃色電話』が16mmフィルム版上映用プリントで上映された。2012年（平成24年）8月31日・9月1日に同館で行なわれた「小林悟 元祖独立プロ監督」の特集上映で『不能者』、同じく9月2日・3日の「時代を作った活動屋たちと発掘フィルム」では『禁じられた乳房』、『女体開花』が、それぞれ16mmフィルム版上映用プリントで上映された。「屈指の演技派」と評価される。

## フィルモグラフィ
特筆以外はすべて「椙山拳一郎」名義、「出演」である。東京国立近代美術館フィルムセンター（NFC）等の所蔵状況についても記す。

### 1960年代
- 『ひたすらの道』 : 製作・監督大岩弘明、企画青木良治・久保春二、原作若林喜市、脚本魚住大二・吉田義昭、主演藤田進・折原啓子、製作新日本映画社、1961年公開[12]（映倫番号 不明） - 「杉山健」名義で出演、53分の上映用プリントをNFCが所蔵
- 『不貞母娘』 : 監督高木丈夫、主演左京未知子、製作Gプロダクション、配給国新映画[16]、1963年1月公開（成人映画・映倫番号 不明） - 出演[1]
- 『隠密剣士 第二部 忍法甲賀衆』第8回『忍法むささび落し』 : 監督船床定男・田村正蔵、脚本織田清司、主演大瀬康一、製作宣弘社プロダクション、1963年2月24日放映（テレビ映画） - 「杉山健」名義で出演

- 『夜の誘惑』 : 製作小角高治、監督大野裕司、脚本徳富球板、主演ふじのたまみ・真山くみ子、製作東京企画、1964年4月14日公開（成人映画・映倫番号 21942） - 「杉山健」名義で出演
- 『0歳の女』 : 製作小森白・前川元成、監督大滝翠、脚本西田洋、主演川部修詩・可能かづ子、製作小森プロダクション、配給新東宝興業、1964年4月公開（成人映画・映倫番号 13570） - 「杉山健」名義で出演
- 『青い乳房の埋葬』 : 製作小森白、監督・脚本大滝翠、主演森美佐、製作新東宝映画、配給新東宝興業、1964年5月26日公開（成人映画・映倫番号 13609） - 「杉山健」名義で出演
- 『女子学生の記録』 : 製作三田浩、監督小角高治、脚本小園くに子・小角高治、主演渚由紀子、製作東京企画、1964年6月公開（成人映画・映倫番号 不明） - 「杉山健」名義で出演
- 『乾いた肌』 : 製作鷲尾飛天丸、企画千葉実、監督若松孝二、脚本池田正一、主演三井由紀子、製作日本シネマフィルム、配給日本シネマフィルム・ムービー配給社、1964年9月公開（成人映画・映倫番号 13714） - 「杉山健」名義で出演、75分の上映用プリントをNFCが所蔵
- 『日本拷問刑罰史』 : 製作・監督小森白、企画並木謹也、原作名和弓雄、脚本吉田義昭、主演森美沙、製作小森白プロダクション、配給新東宝興業、1964年10月27日公開（成人映画・映倫番号 13749） - 「杉山健」名義で出演・「久造」役、82分の上映用プリントをNFCが所蔵

- 『変態』 : 製作鷲尾飛天丸、企画千葉実、監督志賀隆、脚本西田洋、助監督伊藤直、主演桜さゆり、製作・配給日本シネマフィルム、1965年3月公開（成人映画・映倫番号 13873） - 「杉山健」名義で出演、74分の上映用プリントをNFCが所蔵
- 『野郎と牝犬』 : 製作鷲尾飛天丸、企画千葉実、監督山本晋也、脚本五代斗志夫、主演港雄一・谷口朱里、製作・配給日本シネマ、1965年9月公開（成人映画・映倫番号 14150） - 「杉山拳一郎」名義で出演、64分の上映用プリントをNFCが所蔵
- 『腐肉の喘ぎ』 : 製作矢元照雄、監督新藤孝衛、脚本白井明、撮影勝目勝、主演野上正義・新高恵子、製作青年芸術映画協会、配給国映、1965年9月公開（成人映画・映倫番号 不明） - 「杉山健」名義で出演・「山本鉄助」役
- 『第三の情事』 : 製作後藤充弘、監督千葉隆志、脚本宗方三六郎、主演新高恵子、製作・配給葵映画、1965年11月公開（成人映画・映倫番号 14242）
- 『チコという女 可愛い肌』（『チコという可愛い肌』） : 製作後藤充弘、監督西原儀一、脚本中原朗、主演工藤那美、製作・配給葵映画、1965年12月公開（成人映画・映倫番号 14357） - 出演・「和田雄司」役、63の16mmフィルム版上映用プリントが現存[25]

- 『未亡人日記』 : 製作井上猛夫・永田光雄、監督・脚本沢賢介、主演城山路子、製作レンジャー、配給センチュリー映画社、1966年1月公開（成人映画・映倫番号 14324） - 出演・「村木良平」役
- 『もだえの夜』 : 製作安川繁、企画大山碩、監督山口哲朗、原作泉紫女、脚本菅一弘、主演新高恵子、製作東亜シネマ、配給日本シネマ、1966年2月公開（成人映画・映倫番号 14284） - 「杉山拳一郎」名義で出演、73分の上映用プリントをNFCが所蔵
- 『制服の絶叫』 : 製作後藤充弘、監督西原儀一、脚本中原朗、主演美咲容子・工藤那美・飛鳥公子、製作・配給葵映画、1966年2月公開（成人映画・映倫番号 14388）
- 『嵐の女体』 : 監督小川欽也、主演美矢かほる、製作・配給大蔵映画、1966年3月公開（成人映画・映倫番号 14349） - 「杉山拳一郎」名義で出演
- 『燃える肌』 : 製作後藤充弘、監督西原儀一、脚本中原朗、主演香取環、製作・配給葵映画、1966年5月公開（成人映画・映倫番号 14495）
- 『あまい唇』 : 製作後藤充弘、監督千葉隆志、脚本中原朗、主演香取環、製作・配給葵映画、1966年6月公開（成人映画・映倫番号 14533） - 出演・「武見直樹」役、84分の16mmフィルム版上映用プリントが現存[25][10]
- 『女高生のふるえ』 : 製作宮西四郎、企画大滝翠、監督横井充、脚本西田洋、主演山仲溪子、製作宮西プロダクション、配給東京興映、1966年7月公開（成人映画・映倫番号 14547）
- 『新拷問刑罰史 拷問』 : 製作・企画・監督小森白、脚本高木享・小森白、主演香取環、製作小森プロダクション、配給東京興映、1966年7月公開（成人映画・映倫番号 不明） - 「杉山拳一郎」名義で出演
- 『愛欲の果て』 : 製作・原作後藤充弘、監督西原儀一、脚本中原朗、主演新高恵子、製作・配給葵映画、1966年8月公開（成人映画・映倫番号 14588）
- 『あなたの留守に?』 : 監督小川欽也、主演新高恵子、製作・配給大蔵映画、1966年8月公開（成人映画・映倫番号 14610）
- 『炎の女』 : 製作後藤充弘、監督・脚本西原儀一、主演香取環、製作・配給葵映画、1966年9月公開（成人映画・映倫番号 14663）
- 『指にかける女』 : 製作後藤充弘、監督・脚色西原儀一、脚本・主演香取環、製作・配給葵映画、1966年10月公開（成人映画・映倫番号 14715）
- 『禁じられた乳房』 : 監督小川欽也、脚本五里木純一郎、主演新高恵子、製作・配給大蔵映画、1966年10月公開（成人映画・映倫番号 14679） - 出演、71分の上映用プリントをNFCが所蔵・80分の16mmフィルム版上映用プリントが現存[24][28]
- 『裏窓の情事』 : 監督青山繁、主演左京未知子、製作外苑プロダクション、配給大蔵映画、1966年11月公開（成人映画・映倫番号 14749）
- 『美しき悪女』 : 製作後藤充弘、監督・脚本西原儀一、主演香取環、製作・配給葵映画、1966年12月公開（成人映画・映倫番号 14760） - 出演、71分の16mmフィルム版上映用プリントが現存[25][10]

- 『狙う』 : 製作後藤充弘、監督西原儀一、脚本平岡一郎（平岡香一郎とも[24]）、主演香取環、製作・配給葵映画、1967年1月21日公開（成人映画・映倫番号 14787） - 出演、56分の16mmフィルム版上映用プリントが現存[24][26]
- 『泣き濡れた情事』 : 製作後藤充弘、監督・脚本西原儀一、主演香取環、製作・配給葵映画、1967年3月28日公開（成人映画・映倫番号 14865） - 出演・「伊藤(咲子の友人)」役
- 『泣きどころ』 : 製作菜穂俊一、監督小川欽也、脚本中山浩二、主演火鳥こずえ、製作・配給ワールド映画、1967年4月公開（成人映画・映倫番号 不明）
- 『生首情痴事件』 : 監督小川欽也、脚本津川京一、主演鶴岡八郎・火鳥こずえ、製作・配給大蔵映画、1967年5月31日公開（成人映画・映倫番号 不明） - 出演・「刑事」役、68分の原版が現存・2009年ファーストディストリビューションがDVDビデオグラムを発売
- 『いろの道づれ』 : 製作・企画江戸川実、監督向井寛、脚本宗豊、主演左京未知子、製作東京第一フィルム、配給六邦映画、1967年7月2日公開（成人映画・映倫番号 14950） - 出演、70分の上映用プリントをNFCが所蔵
- 『性の三悪』 : 監督小川欽也、主演谷ナオミ、製作・配給大蔵映画、1967年8月1日公開（成人映画・映倫番号 15016）
- 『桃色電話』（ピンクでんわ） : 製作後藤充弘、監督西原儀一、脚本久木登、主演香取環、製作・配給葵映画、1967年8月26日公開（成人映画・映倫番号 15041） - 主演・「ポン引きの拳」役、60分の16mmフィルム版上映用プリントが現存[24][26]
- 『激しい交歓』 : 企画松田武美、監督東元薫、脚本浜多加志、主演松井康子、製作・配給日映企画、1967年8月公開（成人映画・映倫番号 不明）
- 『売女』（ばいた） : 企画千葉実、監督関孝二、脚本五代斗志夫、主演辰巳典子、製作・配給日本シネマ、1967年10月17日公開（成人映画・映倫番号 15099） - 出演、66分の上映用プリントをNFCが所蔵
- 『牝罠』 : 製作後藤充弘、監督・脚本西原儀一、主演香取環、製作・配給葵映画、1967年12月公開（成人映画・映倫番号 不明） - 出演、72分の16mmフィルム版上映用プリントが現存[27]
- 『不能者』 : 監督小林悟、主演仲小路彗理、製作・配給国映、1967年製作・公開（成人映画・映倫番号 不明） - 出演、86分の16mmフィルム版上映用プリントが現存[10][28]・87分のVHSビデオグラムをハミングバードが発売

- 『女体の渇き』 : 製作後藤充弘、監督西原儀一、脚本戸田荘司、主演香取環、製作・配給葵映画、1968年2月公開（成人映画・映倫番号 不明）
- 『色道仁義』 : 製作山辺信雄、企画岸信太郎、監督三樹英樹、脚本団鬼六、主演野上正義、製作ヤマベプロダクション、配給日本シネマ、1968年3月公開（成人映画・映倫番号 15295） - 出演・「雄吉」役
- 『女体開花』 : 監督奥脇敏夫、主演水咲陽子、製作・配給ワールド映画、1968年5月公開（成人映画・映倫番号 15346） - 出演、61分の16mmフィルム版上映用プリントが現存[28]
- 『怪談バラバラ幽霊』 : 監督小川欽也、脚本津川京一、主演秋川玲子・林美樹、製作・配給大蔵映画、1968年5月28日公開（成人映画・映倫番号 15371） - 出演・「塚越五郎」役、71分の原版が現存・2009年ファーストディストリビューションがDVDビデオグラムを発売
- 『熱い犯行』 : 製作鷲尾飛天丸、企画千葉実、監督佐々木元、脚本五代斗志夫、主演矢島弘・ハニーヨシカワ、製作・配給日本シネマ、1968年6月公開（成人映画・映倫番号 15402） - 出演・「岡田」役
- 『色気ざかり』 : 製作・監督沢賢介、主演美矢かほる、製作サワプロダクション、1968年6月公開（成人映画・映倫番号 15362） - 出演、59分の上映用プリントをNFCが所蔵
- 『女浮世風呂』 : 企画児井英生、監督井田探、脚本山崎巌、主演葉山良二、製作青山プロダクション、配給日活、1968年7月10日公開（成人映画・映倫番号 15430） - 出演・「勘太」役
- 『ある色魔の告白 色欲の果て』 : 企画児井英生、監督江崎実生、脚本山崎巌、主演高品格・藤木孝、製作青山プロダクション、配給日活、1968年8月14日公開（成人映画・映倫番号 15484） - 出演・「山田刑事」役
- 『ひもつき処女』 : 製作山上修、監督酒匂真直、脚本富谷一郎、主演麻生久美、製作・配給六邦映画、1968年8月公開（成人映画・映倫番号 15503） - 出演・「五郎」役、66分の上映用プリントをNFCが所蔵
- 『続・肉体女優日記』 : 製作中沢鋭二、監督佐々木元、脚本池田正一、主演乱孝寿、製作前衛企画、配給日本シネマ、1968年10月公開（成人映画・映倫番号 不明） - 出演・「川添孝治」役
- 『刑法208条 異常暴行罪』 : 製作馬場内弘、企画竜実、監督奥脇敏夫、脚本池田正一、主演野上正義・清水世津、製作・配給日本シネマ、1968年11月公開（成人映画・映倫番号 15582） - 出演、73分の上映用プリントをNFCが所蔵
- 『トルコ風呂 夜ごとの情熱』 : 監督小川欽也、脚本津川京一、主演中原かほる、製作・配給大蔵映画、1968年11月公開（成人映画・映倫番号 15602） - 出演・「宮本五郎」役
- 『欲情のうずまき』 : 監督小川欽也、主演林美樹、製作・配給大蔵映画、1968年12月公開（成人映画・映倫番号 15636）
- 『セックス』 : 製作小川欽也、脚本津川京一、主演林美樹、製作・配給大蔵映画、1968年公開（成人映画・映倫番号 不明） - 出演・「加賀」役
- 『人生(秘)劇場 壺あらそい』 : 総指揮鈴木邦夫、製作・企画仁忍、監督小川欽也、脚本団鬼六、主演美矢かほる、製作・配給MAGプロモーション、1968年公開（成人映画・映倫番号 不明） - 出演、72分の上映用プリントをNFCが所蔵

- 『濡れた乳房』 : 監督小川欽也、脚本中山浩二、主演中原かほる、製作・配給大蔵映画、1969年2月公開（成人映画・映倫番号 15767）
- 『素肌の密戯』（『素肌の密戟』） : 監督武田有生、主演辰巳典子、製作・配給六邦映画、1969年2月公開（成人映画・映倫番号 15735）
- 『好色一代 無法松』 : 企画・監督武田有生、主演港雄一・辰巳典子、製作・配給六邦映画、1969年3月公開（成人映画・映倫番号 15765）
- 『性診断旅行』（セックスしんだんりょこう） : 監督武田有生、脚本団鬼六、主演辰巳典子、製作・配給中央映画、1969年3月審査・公開（成人映画・映倫番号 不明） - 出演、67分の上映用プリントをNFCが所蔵
- 『肉欲の争奪』 : 監督小川欽也、脚本中山浩二・小川欽也、主演二条朱美、製作・配給大蔵映画、1969年4月公開（成人映画・映倫番号 15815）
- 『性の回転』 : 監督小川欽也、脚本鳴滝三郎、主演二条朱美、製作・配給大蔵映画、1969年4月公開（成人映画・映倫番号 15798）
- 『深い欲望の谷間』（『深い欲情の谷間』） : 製作・企画長野光晴、製作・企画・監督・脚本沢賢介、主演水城リカ、製作サワプロダクション・大阪シネマ興業、配給アジアフィルムズ、1969年5月1日公開（成人映画・映倫番号 不明） - 主演・「夫(農夫)」役
- 『女学生ゲリラ』（『女子学生ゲリラ』） : 製作・企画若松孝二、監督足立正生、脚本出口出、主演芦川絵理、製作若松プロダクション、1969年5月26日公開（成人映画・映倫番号 15881） - 「杉山健」名義で出演・「遠藤淳」役、73分の原版が現存・2002年アップリンクがDVDビデオグラムを発売
- 『未亡人下宿』 : 製作・企画清一世、監督山本晋也、脚本原良輔、主演森美千代、製作東京興映、配給新東宝興業、1969年6月公開（成人映画・映倫番号 15916）
- 『競艶おんな極道 色道二十八人衆』 : 監督武田有生、主演珠瑠美、製作・配給六邦映画、1969年6月公開（成人映画・映倫番号 15919）
- 『生娘悶絶』 : 監督・脚本小川欽也、主演二条朱美、製作・配給大蔵映画、1969年9月公開（成人映画・映倫番号 16008）
- 『情欲の鞭』 : 監督武田有生、脚本鳴滝三郎・久方真介、主演柏原洋子・火鳥こずえ、製作北都プロダクション、配給葵映画、1969年10月公開（成人映画・映倫番号 不明） - 出演、60分の16mmフィルム版上映用プリントが現存[10]
- 『猫なめずり』 : 製作馬場内弘、企画竜実、監督佐々木元、脚本日吉一平、主演辰巳典子、製作・配給日本シネマ、1969年12月公開（成人映画・映倫番号 16136） - 出演、65分の上映用プリントをNFCが所蔵

### 1970年代
- 『セクシー・プラン』 : 監督小川欽也、脚本水谷一二三、主演武藤周作・辰巳典子、製作・配給大蔵映画、1970年8月25日公開（成人映画・映倫番号 16466） - 出演・「杉山一郎」役
- 『浮気の四角関係』 : 監督小川欽也、脚本津川京一、主演杉夕子、製作・配給大蔵映画、1970年9月29日公開（成人映画・映倫番号 16503） - 出演・「吉田勝治」役

- 『好色日本性豪夜話』 : 監督図師巌、主演林美樹、製作・配給六邦映画、1971年3月公開（成人映画・映倫番号 16578） - 主演
- 『抜き身の拳銃 欲望に狂う奴ら』 : 監督葉山隣、脚本星雄二、主演祝真理、製作・配給葵映画、1971年8月公開（成人映画・映倫番号 16867）
- 『新妻の性体験』 : 監督小川欽也、脚本水谷一二三、主演杉村久美、製作・配給大蔵映画、1971年10月公開（成人映画・映倫番号 16907） - 出演・「北村秀男」役

- 『残酷ポルノ 昭和猟奇犯罪実録』 : 監督・脚本小林悟、主演小川マリヤ、製作・配給葵映画、1972年3月公開（成人映画・映倫番号 不明）
- 『好色女体地獄』 : 監督渡辺護、脚本新井啓、助監督伊能実、主演水木涼子、製作・配給大蔵映画、1972年4月公開（成人映画・映倫番号 17141） - 主演・「梶」役
- 『金髪ポルノ狂』 : 監督小川欽也、脚本津川京一、主演林美樹、製作・配給大蔵映画、1972年4月公開（成人映画・映倫番号 17157） - 出演・「若い社員(貿易社員)」役
- 『淫らな女王蜂』 : 監督小川欽也、脚本池袋高介、主演林美樹、製作・配給大蔵映画、1972年5月公開（成人映画・映倫番号 17168） - 出演・「山田(作詞家)」役
- 『性欲の門』 : 製作後藤充弘、監督千葉隆志、脚本茨木創太郎・千葉隆志、主演青山美沙、製作・配給葵映画、1972年6月公開（成人映画・映倫番号 17216）
- 『可愛い 悪女たちの性宴』（『悪女たちの性宴』） : 製作後藤充弘、監督千葉隆志、脚本茨木創太郎・千葉隆志、主演沖さとみ、製作・配給葵映画、1972年7月公開（成人映画・映倫番号 17156）
- 『セックス相談』 : 製作・監督小諸次郎、企画津島友孝、脚本池上昌夫、主演国分二郎・北見マヤ、製作青年群像、配給ミリオンフィルム、1972年7月公開（成人映画・映倫番号 17273） - 出演・「木村」役、66分の上映用プリントをNFCが所蔵
- 『逆転セックス』 : 監督小川欽也、脚本水谷一二三、主演林美樹、製作・配給大蔵映画、1972年9月公開（成人映画・映倫番号 17286） - 出演・「椙山勝巳(弁護士)」役
- 『白い天使の欲情』 : 監督大和田正彦、脚本春野夢路、主演真湖道代、製作不明、配給東映、1972年9月30日公開（成人映画・映倫番号 不明） - 主演[29]
- 『愛憎のからみ』 : 製作後藤充弘、監督千葉隆志、脚本西原儀一、主演泉ユリ、製作・配給葵映画、1972年10月公開（成人映画・映倫番号 17375）
- 『女淫の丘』 : 製作後藤充弘、監督千葉隆志、脚本西原儀一、主演杉本舞子、製作・配給葵映画、1972年11月公開（成人映画・映倫番号 17425）
- 『執念の花芯 現代性解放論』 : 製作後藤充弘、監督千葉隆志、脚本西原儀一、主演泉ユリ、製作・配給葵映画、1972年12月公開（成人映画・映倫番号 17468）
- 『制服の白い肌』 : 監督志村英三、主演浅野純子、製作・配給大蔵映画、1972年12月公開（成人映画・映倫番号 17418）

- 『脱獄犯のバラード 愛欲への暴走』 : 監督・脚本西原儀一、主演林美樹、製作・配給葵映画、1973年1月公開（成人映画・映倫番号 17498）
- 『不倫妻 殺意の幻想』 : 監督・脚本西原儀一、主演林美樹、製作・配給葵映画、1973年2月公開（成人映画・映倫番号 17535）
- 『同棲三角時代』 : 監督渡辺護、主演城新子、製作大東映画、配給OP映画配給、1973年5月公開（成人映画・映倫番号 17606） - 出演[20]
- 『淫蕩日誌』 : 監督・脚本西原儀一、主演泉ユリ、製作・配給葵映画、1973年5月公開（成人映画・映倫番号 17608）
- 『炎の女豹』 : 監督・脚本西原儀一、主演林美樹、製作・配給葵映画、1973年6月公開（成人映画・映倫番号 17676）
- 『団地妻 感じやすい女』 : 監督山内正典、脚本結城英太郎、主演谷山秀隆・泉ユリ、製作東京第一プロダクション[30]、配給東映、1973年6月30日公開（成人映画・映倫番号 不明） - 出演[31]
- 『裸の接点』 : 監督・脚本西原儀一、主演青野リマ、製作・配給葵映画、1973年9月公開（成人映画・映倫番号 17769）

- 『性の魔性』 : 監督・脚本西原儀一、主演圭マキ・泉ユリ、製作・配給葵映画、1974年2月公開（成人映画）
- 『現代夫婦の性 うずき』 : 監督・脚本西原儀一、主演小杉じゅん、製作・配給葵映画、1974年6月公開（成人映画）
- 『裂け目』 : 監督・脚本西原儀一、主演小杉じゅん、製作・配給葵映画、1974年7月公開（成人映画）
- 『熱い肉感』 : 監督・脚本西原儀一、主演美鈴愛・泉ユリ、製作・配給葵映画、1974年9月公開（成人映画）
- 『情痴の悪党』 : 監督・脚本西原儀一、主演泉ユリ、製作・配給葵映画、1974年10月公開（成人映画）
- 『強烈!! 同性愛』 : 監督・脚本西原儀一、主演美鈴愛、製作・配給葵映画、1974年11月公開（成人映画）
- 『秘事』 : 監督・脚本西原儀一、主演小杉じゅん、製作・配給葵映画、1974年12月公開（成人映画）
- 『異常クライマックス 変態』 : 監督・脚本・撮影西原儀一、主演小杉じゅん、製作・配給新東宝興業、1975年3月公開（成人映画）
- 『密通』 : 監督・脚本・撮影西原儀一、主演泉ユリ、製作・配給新東宝興業、1975年4月公開（成人映画）
- 『女VS男 快感の高まり』 : 監督岸本恵一、主演大原恵子、製作・配給ミリオンフィルム、1975年6月公開（成人映画） - 主演
- 『ベットタウン 色情夫人』 : 監督蔵田優、主演南ユキ、製作・配給ミリオンフィルム、1975年8月公開（成人映画） - 主演
- 『挑発!女子大生』 : 監督唐沢二郎、脚本池田正一、主演鏡レオ、製作東映ビデオ、配給東映、1975年8月9日公開（成人映画） - 出演[32]
- 『痴漢夫婦』 : 監督岸本恵一、主演小杉じゅん、製作・配給ミリオンフィルム、1975年10月公開（成人映画） - 主演
- 『看護婦(秘)売春』 : 監督・脚本・撮影西原儀一、主演路さとみ、製作・配給新東宝興業、1975年10月公開（成人映画）
- 『暴行を誘う人妻』 : 監督左次郎、主演章文栄、製作田園プロダクション、配給、1975年11月公開（成人映画）
- 『金髪トルコ嬢 (秘)SEX狂宴』 : 監督沢賢介、主演小杉じゅん、製作・配給大蔵映画、1975年12月27日公開（成人映画）

- 『人妻夜這い』 : 監督松本千之、主演安芸くるみ、製作和光映画、配給、1976年1月20日公開（成人映画）
- 『恍惚の初体験』 : 監督小川卓寛、主演茜ゆう子、製作・配給大蔵映画、1976年2月14日公開（成人映画） - 主演・「功」役
- 『売春グループ 花の予備軍』 : 製作馬場弘、監督上田光生、脚本水谷一二三、主演津川玲子、製作・配給新東宝興業、1976年2月公開（成人映画・映倫番号 18977） - 出演、56分の上映用プリントをNFCが所蔵
- 『女高生性人形』 : 監督渡辺護、主演ティミー杉本、製作・配給大蔵映画、1976年3月6日公開（成人映画）
- 『好色ワイセツ地帯』 : 監督小川卓寛、主演南ゆき、製作・配給大蔵映画、1976年4月27日公開（成人映画） - 主演
- 『人妻看護婦 乱行病棟』 : 監督・脚本・撮影西原儀一、主演浅田奈々、製作・配給新東宝興業、1976年5月公開（成人映画）
- 『制服の体験 犯されて開く』 : 監督小林悟、主演潮れい子、製作東活プロダクション、配給松竹、1976年9月14日公開（成人映画）
- 『麻雀ポルノ パイパン合戦』 : 監督小川卓寛、主演茜ゆう子、製作・配給大蔵映画、1976年9月21日公開（成人映画） - 主演
- 『セミドキュメント 非行女高生』 : 監督・脚本中村幻児、主演小川恵、製作ワタナベプロダクション、配給日活、1976年9月25日公開（成人映画）
- 『痴漢 スケ狩り』 : 監督沢賢介、主演東祐里子、製作・配給ミリオンフィルム、1976年10月12日公開（成人映画）
- 『新妻の性秘密』 : 監督名和三平、主演原悦子、製作・配給大蔵映画、1976年11月12日公開（成人映画）
- 『好色産婦人科医の告白』 : 監督・脚本関孝二、主演高山ナミ、製作関東ムービー配給社、配給大蔵映画、1976年12月4日公開（成人映画） - 主演・「安田」役
- 『獣欲変態妻』 : 監督小川和久、共演津川玲子・杉佳代子、製作・配給大蔵映画、1976年12月14日公開（成人映画） - 主演

- 『恋人セックス交換』 : 監督小川和久、主演津川玲子、製作・配給大蔵映画、1977年1月22日公開（成人映画）
- 『密林の淫獣』 : 監督小川和久、共演杉佳代子・原悦子、製作・配給大蔵映画、1977年3月4日公開（成人映画） - 主演
- 『女子大生 (秘)ピンクレディ』 : 監督小川和久、主演原悦子、製作・配給大蔵映画、1977年6月17日公開（成人映画）
- 『真昼の娼婦』 : 監督東元薫、主演北乃魔子、製作ユニバースプロモーション、配給東映、1978年6月24日公開（成人映画・映倫番号 19440） - 出演[33]
- 『熟れた夫人の乱れ咲き』 : 監督小川和久、主演橘雪子、製作・配給大蔵映画、1977年6月28日公開（成人映画）
- 『絶倫山男恋の掛け橋』 : 監督小川和久、共演橘雪子、製作・配給大蔵映画、1977年7月19日公開（成人映画） - 主演
- 『新妻を襲う』 : 監督・脚本・撮影西原儀一、主演原悦子、製作・配給新東宝興業、1977年7月公開（成人映画）
- 『痴漢ですよ』 : 監督小林悟、主演ティミー杉本、製作東活プロダクション、配給松竹、1977年7月公開（成人映画） - 主演
- 『蛇淫の精魂』 : 監督小川和久・吾妻天竜、共演原悦子・橘雪子、製作・配給大蔵映画、1977年8月20日公開（成人映画） - 主演
- 『痴漢覗きの極秘』 : 監督小川和久、主演原悦子、製作・配給大蔵映画、1977年8月30日公開（成人映画）
- 『淫蕩少女の告白』 : 監督小川和久、主演原悦子、製作・配給大蔵映画、1977年10月20日公開（成人映画・映倫番号 19223） - 出演、57分の上映用プリントをNFCが所蔵
- 『変態結婚』 : 監督小川和久、主演原悦子、製作小川企画プロダクション、配給大蔵映画、1977年11月公開（成人映画・映倫番号 19245） - 出演、59分の上映用プリントをNFCが所蔵
- 『女子大生セックス・アニマル』 : 監督小川和久、主演原悦子、製作・配給大蔵映画、1977年12月3日公開（成人映画）
- 『主婦売春 男好きの女』 : 監督和泉聖治、脚本木俣堯喬、主演珠瑠美、製作プロダクション鷹、配給日活、1977年12月10日公開（成人映画）

- 『女の(秘)武器は下半身』 : 監督小川和久、主演原悦子、製作・配給大蔵映画、1978年1月21日公開（成人映画）
- 『浮気妻 性の谷渡り』 : 監督小川和久、主演原悦子、製作・配給大蔵映画、1978年3月21日公開（成人映画）
- 『淫蕩好色夫人』 : 監督小川和久、主演三条まゆみ、製作・配給大蔵映画、1978年6月9日公開（成人映画）
- 『絶倫玉さがし』 : 監督栗原幸治、共演国分二郎・杉佳代子、製作・配給新東宝興業、1978年6月公開（成人映画） - 主演
- 『性・絶倫黄金男』 : 監督小川和久、主演真鍋由紀・三条まゆみ、製作・配給大蔵映画、1978年7月15日公開（成人映画） - 主演
- 『成熟娘 性の楽園』 : 監督小川和久、主演原悦子、製作・配給大蔵映画、1978年7月29日公開（成人映画）
- 『失神痴漢UFO』 : 監督沢賢介、主演しば早苗・東裕里子、製作関東ムービー配給社、配給ミリオンフィルム、1978年10月公開（成人映画） - 主演
- 『脅迫暴漢』 : 監督左次郎、主演章文栄、製作東活、配給松竹、1978年11月14日公開（成人映画）
- 『痴漢ドライバー』 : 監督関孝二、主演三条まゆみ、製作・配給大蔵映画、1978年12月3日公開（成人映画）
- 『女体調教 しごき』 : 監督渡辺護、共演杉佳代子・中野リエ、製作ユニバースプロモーション、配給ミリオンフィルム、1978年12月公開（成人映画） - 主演
- 『痴漢ドライバー』 : 監督関孝二、主演三條まゆみ、製作関プロダクション、配給大蔵映画、1978年12月公開（成人映画・映倫番号 19592） - 出演・「作業服の男」役、59分の上映用プリントをNFCが所蔵
- 『残虐SEX 恥かしめ』 : 監督中村幻児、脚本小水一男、主演日野繭子、製作ユニバースプロモーション、配給東映、1978年12月10日公開（成人映画・映倫番号 19594） - 出演[34]

- 『未知の性』 : 監督飯泉大、主演三条まゆみ、製作・配給大蔵映画、1979年1月23日公開（成人映画）
- 『団地夫人 下から上まで』 : 監督沢賢介、主演杉佳代子、製作・配給大蔵映画、1979年2月25日公開（成人映画）
- 『殿方は処女がお好き』 : 監督小川和久、主演三条まゆみ、製作・配給大蔵映画、1979年3月7日公開（成人映画）
- 『女教師 露出』 : 監督宗豊、主演杉佳代子、製作獅子プロダクション、配給東映セントラルフィルム、1979年3月3日公開（成人映画）
- 『女子学生 お医者さんごっこ』 : 監督中村幻児、主演日野繭子、製作獅子プロダクション、配給東映セントラルフィルム、1979年4月7日公開（成人映画・映倫番号 19706）
- 『拷問遊戯』 : 監督大野裕司、主演東祐里子、製作獅子プロダクション、配給東映セントラルフィルム、1979年4月7日公開（成人映画・映倫番号 19716）
- 『人妻を縛る!』（改題『人妻汚れた縛り』） : 監督渡辺護、主演桂たまき、製作・配給新東宝興業、1979年7月公開（成人映画）
- 『痴漢の女王』 : 監督大野裕司、主演泉ユリ、製作獅子プロダクション、配給東映セントラルフィルム、1979年9月22日公開（成人映画） - 主演
- 『激淫地帯』 : 監督飯泉大、主演沢木ミミ、製作・配給大蔵映画、1979年10月22日公開（成人映画）
- 『痴漢(秘)犯し魔』 : 監督沢賢介、主演中野リエ、製作・配給大蔵映画、1979年11月10日公開（成人映画）
- 『痴漢地獄』 : 監督大野裕司、共演泉ユリ・坂本昭、製作獅子プロダクション、配給東映セントラルフィルム、1979年12月15日公開（成人映画） - 主演

### 1980年代
- 『性を引き裂く』 : 監督小川和久、主演武藤樹一郎・三条まゆみ、製作・配給大蔵映画、1980年2月12日公開（成人映画）
- 『背徳女教師』 : 監督小川和久、主演三条まゆみ、製作小川企画プロダクション、配給大蔵映画、1980年3月11日公開（成人映画）
- 『S・M決定版 鎖と牝犬』 : 監督宗豊、主演笹木ルミ、製作獅子プロダクション、配給東映セントラルフィルム、1980年3月公開（成人映画）
- 『変態性犯罪』 : 監督飯泉大、主演青野梨魔、製作小川企画プロダクション、配給大蔵映画、1980年10月公開（成人映画・映倫番号 110136） - 出演、61分の上映用プリントをNFCが所蔵
- 『夜のOL 股ぐるい』 : 監督大野裕司（西崎喬二とも）、主演沢木みみ、製作獅子プロダクション、配給東映セントラルフィルム、1980年11月15日公開（成人映画・映倫番号 110273） - 出演[35]
- 『異常な指 やめて!』 : 監督高橋伴明、主演朝霧友香、製作現代映像企画、配給にっかつ、1980年12月5日公開（成人映画）
- 『ヒッチハイク 異常性体験』 : 監督小川和久、主演三条まゆみ、製作小川企画プロダクション、配給大蔵映画、1980年12月公開（成人映画・映倫番号 110251）
- 『裸女快感大全集』 : 監督宗豊、主演沢木みみ、製作獅子プロダクション、配給東映セントラルフィルム、1980年12月13日公開（成人映画・映倫番号 110310） - 出演[36]

- 『ある看護婦 いやらしい手術』 : 監督・脚本・撮影西原儀一、主演中川夕子、製作・配給新東宝興業、1981年3月公開（成人映画）
- 『若妻 私を犯して!』 : 監督小川和久、主演三条まゆみ、製作・配給大蔵映画、1981年5月公開（成人映画） - 出演、1982年ロブスター企画がLDビデオグラムを発売
- 『USAアニマル 華麗な性体験』 : 監督小川和久、主演三条まゆみ、製作・配給大蔵映画、1981年7月公開（成人映画）
- 『人妻暴行緊縛』 : 監督・脚本・撮影西原儀一、主演霧川マリ、製作・配給新東宝興業、1981年8月公開（成人映画）
- 『女子学生 挑発』 : 監督小川和久、主演三条まゆみ、製作・配給大蔵映画、1981年10月公開（成人映画）
- 『悶絶アパート 上でも下でも』 : 監督倉田優、共演梨沙ゆり・奈美しのぶ、製作・配給ミリオンフィルム、1981年12月公開（成人映画）
- 『痴漢白昼夢』 : 監督小川和久、主演三条まゆみ、製作・配給大蔵映画、1981年12月公開（成人映画）

- 『USAギャル 暴行悶絶』 : 監督小川和久、主演三条まゆみ、製作・配給大蔵映画、1982年1月公開（成人映画）
- 『盗み撮り 汚れた暴行』 : 監督北沢江北、主演武藤樹一郎・水月円、製作・配給新東宝興業、1982年5月公開（成人映画）
- 『TATTOO＜刺青＞あり』 : 監督高橋伴明、主演宇崎竜童・高橋惠子、製作国際放映・ATG・高橋プロダクション、配給ATG、1982年6月5日公開（映倫番号 110749） - 出演・「刑事」役
- 『赤い復讐 暴姦』 : 監督井筒和幸、主演沢木美伊子、製作・配給ミリオンフィルム、1982年7月公開（成人映画）
- 『変態エロチカ 縄と痴漢』 : 監督渡辺護、主演杉佳代子、製作・配給ミリオンフィルム、1982年8月公開（成人映画） - 主演
- 『スケバンリンチ 制服を裂く』 : 監督増田俊光、主演南条碧、製作・配給ミリオンフィルム、1982年9月公開（成人映画）
- 『スキャンダル 淫らな誘惑』 : 監督小川和久、主演三条まゆみ、製作・配給大蔵映画、1982年9月公開（成人映画）
- 『マントルSEX ベットで殺して』 : 監督大野裕司、主演水月円、製作獅子プロダクション、配給東映セントラルフィルム、1982年10月30日公開（成人映画）
- 『女子大生 セックス卒業試験』 : 監督・脚本・撮影西原儀一、主演川奈亜子、製作・配給新東宝興業、1982年11月公開（成人映画）
- 『破られた16才』 : 監督飯泉大、共演杉佳代子・亜希いずみ、製作・配給新東宝興業、1982年11月公開（成人映画） - 主演

- 『激しいあえぎ』 : 監督飯泉大、主演河井憂樹、製作飯泉プロダクション、配給大蔵映画、1983年公開・1988年4月再公開（成人映画・映倫番号 不明） - 出演、1988年再公開『激しいあえぎ』題の58分の上映用プリントをNFCが所蔵
- 『未亡人を犯す』 : 監督北見一郎、主演佐々木美子、製作小倉プロダクション、配給大蔵映画、1983年5月公開（成人映画・映倫番号 111077） - 出演・「石田」役、62分の上映用プリントをNFCが所蔵

- 『痴漢暴発電車』 : 監督小川和久、主演三条まゆみ、製作・配給大蔵映画、1984年3月公開（成人映画）
- 『若妻暴行体験』 : 監督飯泉大、主演山地美貴、製作国映、配給新東宝興業、1984年3月公開（成人映画・映倫番号 111356） - 出演、61分の上映用プリントをNFCが所蔵
- 『カマキリ女秘書』 : 監督小川和久、主演三条まゆみ、製作・配給大蔵映画、1984年5月公開（成人映画・映倫番号 111426） - 出演、61分の原版が現存・東映チャンネルが放映
- 『愛欲の日々 エクスタシー』 : 監督磯村一路、主演小川より子、製作・配給にっかつ、1984年5月25日公開（成人映画・映倫番号 111363） - 出演・「村人A」役
- 『セックスサスペンス リズの熱い肌』 : 監督小川和久、主演三条まゆみ、製作・配給大蔵映画、1984年9月公開（成人映画・映倫番号 111482）

- 『美女SMテクニック』 : 監督飯泉大、主演伊藤清美、製作国映、配給新東宝興業、1985年1月公開（成人映画・映倫番号 111647） - 出演、62分の上映用プリントをNFCが所蔵
- 『痴漢電車 グット奥まで』 : 監督小川和久、主演小川真実、製作小川企画プロダクション、配給大蔵映画、1990年1月公開（成人映画・映倫番号 113137） - 出演、59分の上映用プリントをNFCが所蔵